# Punta Fortino
La Punta Fortino (3 010 m s.l.m.) è una montagna del Gruppo Autaret-Ovarda nelle Alpi Graie. Costituisce la prima elevazione nella cresta di divisione tra la val d'Ala e la valle di Viù.

## Caratteristiche

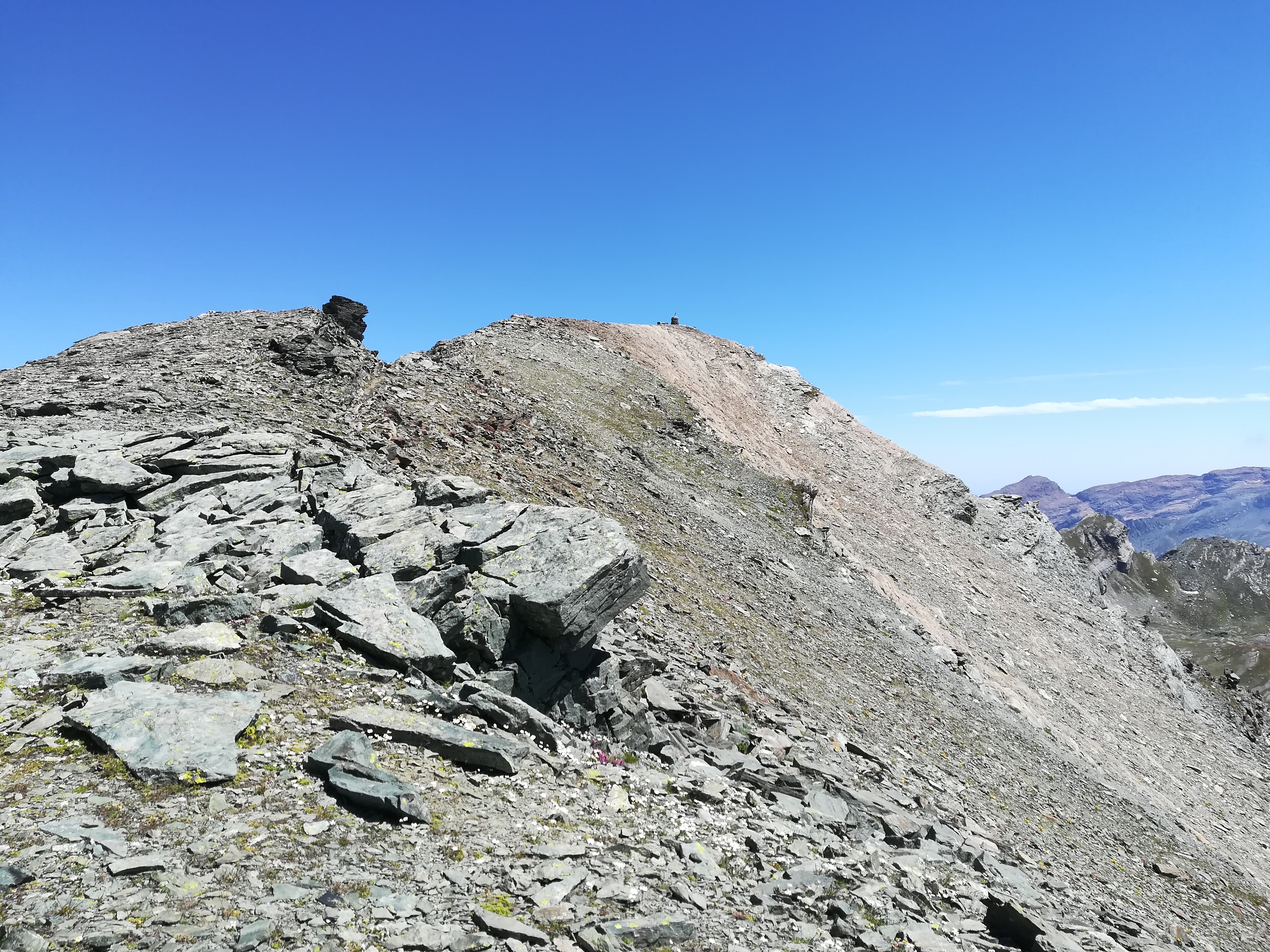
La vetta vista dall'anticima.

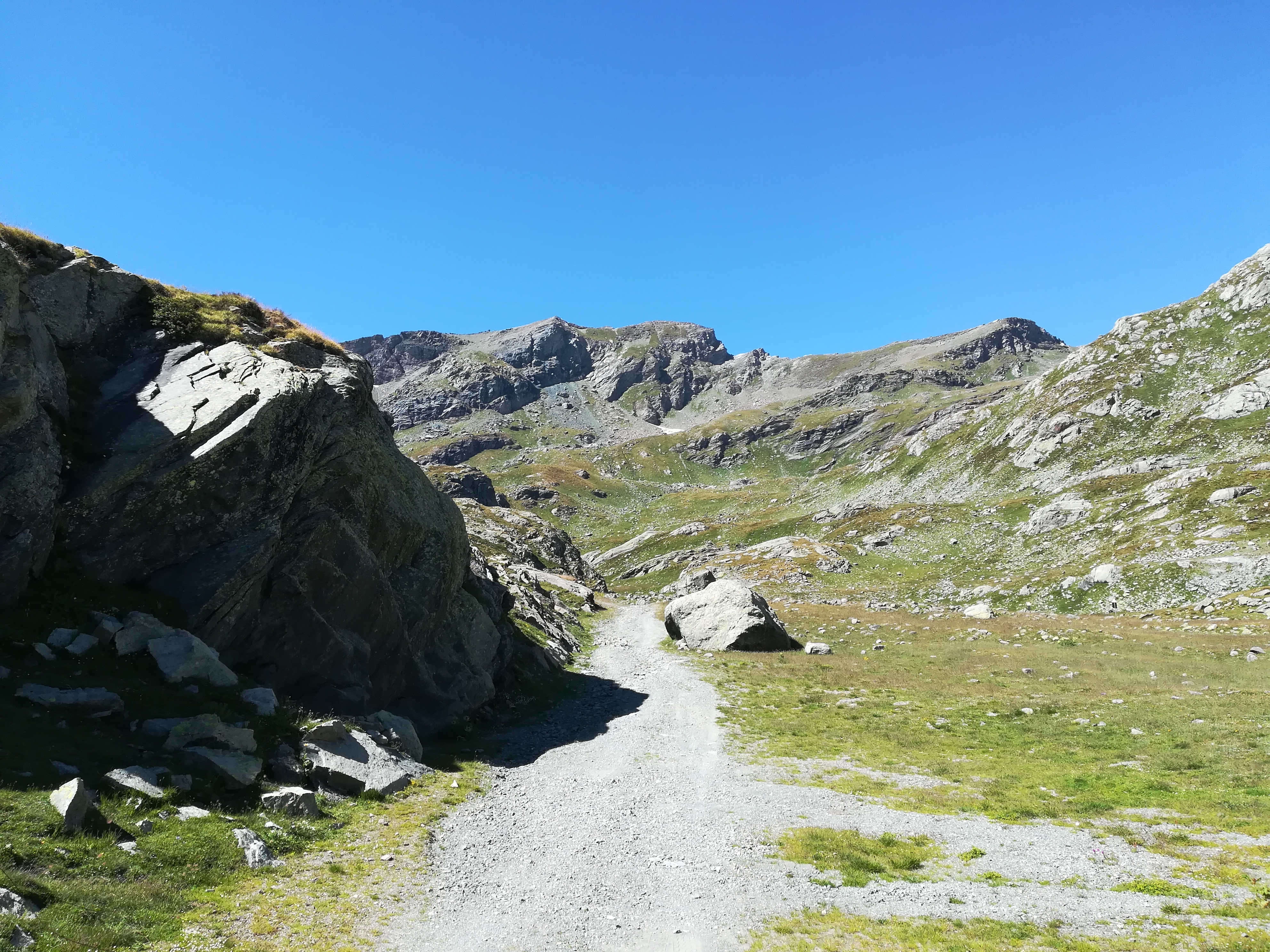
Alto vallone d'Arnas sopra il lago Dietro la Torre. In fondo al centro della fotografia la punta Fortino.

La vetta è collocata subito a oriente del Collarin d'Arnas e nel versante della valle di Viù chiude il vallone d'Arnas.
Dalla vetta si gode di un'ampia visuale sulla cresta di montagne che dal monte Lera e passando per la Croce Rossa, la Punta d'Arnas, la Punta Maria, l'Uia di Bessanese conduce all'Uia di Ciamarella. Si vede bene il lago della Rossa ed il lago di Bessanetto.

## Salita alla vetta
Si può salire sulla vetta sia partendo dalla val di Viù sia dalla val d'Ala. Nel primo caso arrivati al bivacco San Camillo si prosegue lungo il sentiero che raggiunge il Collarin d'Arnas. Poco prima del passo si stacca sulla destra una traccia di sentiero che tocca dapprima un'anticima e poi la vetta. Nel secondo caso dal rifugio Bartolomeo Gastaldi si sale al Collarin d'Arnas e si continua sulla traccia precedente.